# Oohkotokia horneri
Oohkotokia horneri è un dinosauro erbivoro appartenente agli anchilosauri. Visse nel Cretaceo superiore (Campaniano, circa 75 milioni di anni fa) e i suoi resti fossili sono stati ritrovati in Nordamerica (Montana, Usa).

## Descrizione
Questo animale è noto per alcuni scheletri incompleti, tra i quali l'olotipo comprendente un cranio parziale, alcune vertebre e parte dell'armatura. Altri resti includono due ulteriori crani, l'anello dell'armatura cervicale e una coda con tanto di mazza caudale. I resti permettono di ricostruire un dinosauro corazzato di dimensioni medie, lungo circa 4-5 metri, con grandi corna triangolari sul cranio e osteodermi triangolari lisci. Doveva pesare circa 1,2 tonnellate. 

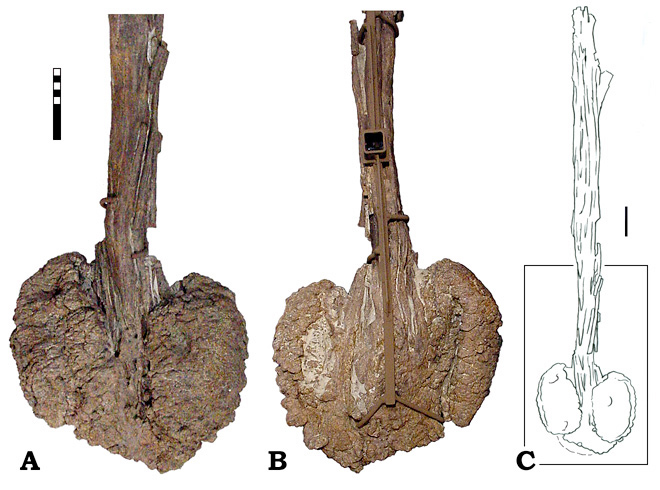
Mazza caudale di Oohkotokia horneri

## Classificazione
Oohkotokia è stato descritto per la prima volta nel 2013, sulla base di resti fossili ritrovati nella formazione Two Medicine nel Montana (USA). È considerato un tipico rappresentante degli anchilosauridi, i dinosauri corazzati tipici del Cretaceo superiore e dotati di mazza caudale. Questo animale si distingueva da altri anchilosauridi del Campaniano del Nordamerica a causa della presenza di una piastra nasale mediana sulla superficie mediana del rostro, un condilo occipitale piuttosto piccolo, la superficie liscia degli osteodermi, e osteodermi laterali di forma triangolare. Altri anchilosauri del Campaniano (Euoplocephalus, Scolosaurus, Dyoplosaurus) sono distinti da questo animale non solo per dettagli dell'armatura, del cranio e delle vertebre, ma anche per la diversa distribuzione stratigrafica.

## Significato del nome
Il nome generico deriva dalla parola indiana Blackfoot "ooh'kotoka", che significa "figlio della pietra", con riferimento alla sua notevole corazza. L'epiteto specifico, horneri, è in onore di John R. Horner, il paleontologo che ritrovò l'esemplare.